# Ulota perichaetialis
Ulota perichaetialis là một loài Rêu trong họ Orthotrichaceae. Loài này được (Sainsbury) Goffinet miêu tả khoa học đầu tiên năm 1998.